# Championnats d'Afrique de natation 1998
Navigation
Tunis 1990 Le Caire 2002
La 5e édition des Championnats d'Afrique de natation se déroule à Nairobi au Kenya en avril 1998. Le pays accueille pour la première fois de son histoire cet événement organisé par la Confédération africaine de natation amateur.
Seulement huit nations sur les 17 attendues participent à la compétition.
La délégation sud-africaine domine la compétition, y remportant au moins 24 médailles, onze médailles d'or, onze médailles d'argent et deux médailles de bronze.

## Podiums
Le palmarès n'est pas complet.

### Hommes
| Épreuves             | Or                                 | Argent                             | Bronze                                                                          |
| Nage libre           | Nage libre                         | Nage libre                         | Nage libre                                                                      |
| -------------------- | ---------------------------------- | ---------------------------------- | ------------------------------------------------------------------------------- |
| 50 m                 | Roland Schoeman (RSA)              |                                    |                                                                                 |
| 100 m                | Salim Iles (ALG) 51 s 52           | Roland Schoeman (RSA) 52 s 22      | Reda Boutaghou (ALG) 53 s 06                                                    |
| 400 m                |                                    |                                    | Kamal Shah (KEN) 4 min 21 s 84                                                  |
| Papillon             |                                    |                                    |                                                                                 |
| 200 m                | Richard de Wet (RSA) 2 min 10 s 66 | Grant Jollands (RSA) 2 min 12 s 02 | Fares Attar (ALG) 2 min 16 s 80                                                 |
| Dos                  |                                    |                                    |                                                                                 |
| 200 m                | Brett Rogers (RSA)                 | Mehdi Addadi (ALG)                 | Grant Jollands (RSA)                                                            |
| Quatre nages         |                                    |                                    |                                                                                 |
| 200 m                | Adrian Bosch (RSA)                 |                                    |                                                                                 |
| 400 m                |                                    |                                    | Kamal Shah (KEN) 4 min 57 s 03                                                  |
| Relais               |                                    |                                    |                                                                                 |
| 4 x 100 m nage libre | Afrique du Sud 3 min 31 s 27       | Algérie                            | Kenya Kamal Shah Fakhry Mansour Nicholas Diaper Kim Jin-woo 3 min 55 s 19       |
| 4 x 200 m nage libre | Algérie 7 min 59 s 23              | ?                                  | Kenya Kamal Shah Fakhry Mansour Nicholas Diaper Christopher Ragoi 8 min 57 s 41 |

### Femmes
| Épreuves   | Or                                      | Argent                             | Bronze                               |
| Nage libre | Nage libre                              | Nage libre                         | Nage libre                           |
| ---------- | --------------------------------------- | ---------------------------------- | ------------------------------------ |
| 50 m       | Taryn Ternent (RSA)                     | Mbolatiana Ramanisa (MAD)          |                                      |
| 200 m      | Donna Leslie (RSA) 2 min 8 s 57         | Anel Swanepoel (RSA)               |                                      |
| 400 m      | Donna Leslie (RSA) 4 min 29 s 88        | Alison Walker (RSA) 4 min 38 s 52  | Kenza Bennaceur (ALG) 4 min 47 s 95  |
| 800 m      | Donna Leslie (RSA)                      |                                    |                                      |
| Brasse     |                                         |                                    |                                      |
| 100 m      | Tanya Naude (RSA) 1 min 14 s 41         | Nádia Cruz (ANG) 1 min 18 s 07     | Ziada Jardine (RSA) 1 min 20 s 02    |
| 200 m      | Leanne van der Walt (RSA) 2 min 41 s 99 | Nádia Cruz (ANG) 2 min 46 s 95     |                                      |
| Papillon   |                                         |                                    |                                      |
| 100 m      | Candice Crafford (RSA) 1 min 2 s 57     | Kenza Bennaceur (ALG) 1 min 8 s 27 | Ellen Hight (ZAM) 1 min 9 s 24       |
| 200 m      | Candice Crafford (RSA)                  | Taryn Smith (RSA)                  |                                      |
| Dos        |                                         |                                    |                                      |
| 100 m      | Taryn Ternent (RSA) 1 min 6 s 00        | Taryn Cokayne (RSA) 1 min 8 s 82   | Valérie Duchenne (MRI) 1 min 12 s 90 |
| 200 m      | Taryn Cokayne (RSA)                     |                                    |                                      |